# Maria Tiemigriukowna
Maria Tiemigriukowna urodzona jako Kuczenoj ros. Мари́я Темрюко́вна (ur. według różnych źródeł ok. 1544–1546, zm. 6 września 1569) – caryca Rosji od 1561 r. jako druga żona Iwana IV Groźnego, córka kniazia kabardyńskiego (czerkieskiego) Tiemigriuka Ajdarowicza.

## Życiorys

### Pochodzenie
Jej ojcem był Tiemgriuk Ajdarowicz, kniaź kabardyński. Nie ma żadnych informacji o jej matce. Nosiła imię Kuczenoj. Miała sześcioro rodzeństwa, m.in. brata Michała Tiemgriukowicza-Czerkasskiego.

### Małżeństwo z carem
W 1561 r. przyjechała do Moskwy wraz z ojcem Tiemigriukiem. Car Iwan od roku był wdowcem po śmierci pierwszej żony Anastazji, a jego plany matrymonialne związane z królewną polską Katarzyną Jagiellonką nie doszły do skutku. Kuczenoj olśniła urodą cara i nakazał jej pozostanie w swoim pałacu. Aby zostać carycą, musiała przejść na prawosławie. Chrztu udzielił jej Atanazy, przyszły metropolita moskiewski, w lipcu 1561 r. r. Przyjęła imię Maria.
Do ślubu doszło w sierpniu 1561 r. Marię koronował metropolita Makary. Uczta trwała trzy dni. W tym czasie mieszkańcom stolicy oraz cudzoziemcom zakazano wychodzenia ze swoich domów: władze obawiały się, by poddani nie zakłócili weselnych uroczystości. Wraz z Marią do Rosji przybyło wielu Czerkiesów i Tatarów. Maria miała zły wpływ na męża, podjudzając go do złych czynów i skłócając z duchownymi prawosławnymi. Większość czasu spędzała na Kremlu, zaś Iwan przebywał najczęściej w swej rezydencji w Słobodzie Aleksandrowskiej.
Maria urodziła tylko jedno dziecko, syna Wasyla, który urodził się w 1563 r. i żył tylko kilka miesięcy.
W 1568 r. Marię podejrzewano o udział w spisku przeciwko carowi, zainicjowanym przez koniuszego Iwana Piotrowicza Czeladina-Fiodorowa. Przewrót pałacowy udaremniono, Czeladina zamordowano, a carycy zakazano opuszczać dwór.

### Śmierć
Przed śmiercią Maria wyjechała z mężem do Wołogdy i tam zachorowała. Nadesłane wieści o spisku w Nowogrodzie zmusiły Iwana do powrotu do Moskwy. Przewiezienie chorej żony powierzył car bojarowi Basmanowowi, podróż jednak była długa i uciążliwa. Chorą Marię przewieziono według nakazu do Słobody Aleksandrowskiej, gdzie zmarła. Iwan podejrzewał, że Marię otruli jego wrogowie, co stało się pretekstem do nasilenia carskiego terroru, którego ofiarą stali się Czerkiesi.

### Dziedzictwo
Car ożenił się jeszcze pięć lub nawet sześć razy.
W listopadzie 1571 r. po dwóch tygodniach od zawarcia małżeństwa z Iwanem zmarła Marfa Sobakina. O otrucie nowej carycy oskarżono brata Marii, Michała, który już wcześniej utracił zaufanie cara. Michał wraz z żoną i synem zostali zabici w 1571 r.